# Резолюция Совета Безопасности ООН 661
Резолюция Совета Безопасности ООН 661, принятая 6 августа 1990 года, подтвердила резолюцию 660 и обратила внимание на отказ Ирака подчиниться ей и право Кувейта на самозащиту. Совет Безопасности принял меры, чтобы ввести международные санкции в отношении Ирака в соответствии с Главой VII Устава Организации Объединенных Наций. Это была вторая резолюция Совета Безопасности после вторжения в Кувейт. 
Совет Безопасности постановил, что государства должны предотвратить:
1. Импорт всех продуктов и товаров, производимых в Ираке и Кувейте.
2. Любую деятельность государств, которые позволяют экспорт продуктов, производимых в Ираке или Кувейте, и передачу средств для подобной деятельности.
3. Продажу вооружений или другого военного оборудования Ираку и Кувейту, за исключением гуманитарной помощи.
4. Доступ фондов или других финансовых или экономических ресурсов в эти страны или любых коммерческих, промышленных или общественных организаций, связанных с ними, за исключением медицинской или гуманитарной помощи.
Резолюция 661 призвала все государства-члены, включая нечленов ООН, действовать строго в соответствии с резолюцией и постановила учредить Комитет Совета Безопасности, состоящий из всех членов Совета Безопасности, для рассмотрения докладов Генерального секретаря Хавьера Перес де Куэльяра о ситуации и запроса информации от государств о действиях, которые они предпринимают для выполнения резолюции 661, и призвала их всех сотрудничать с Комитетом.
Совет Безопасности подчеркнул, что введенный режим санкций не должен влиять на помощь, оказываемую законному правительству Кувейта. Резолюция была принята 13 голосами «за», Куба и Йемен воздержались от голосования.
Последствия государственной политики и санкций привели к гиперинфляции, повсеместной бедности и голоду в Ираке.

## Комитет 661
Комитет, учрежденный в соответствии с резолюцией, стал широко известен как Комитет 661 или, Комитет по санкциям против Ирака. Хотя первоначальный мандат Комитета 661 был довольно скромным, он взял на себя широкие обязанности по осуществлению санкций. Джой Гордон, исследователь санкций в отношении Ирака, писала:
«Комитет 661 определил, какие товары Ирак может импортировать в качестве гуманитарных, ответил на обвинения в контрабанде, определил, какие товары агентства ООН, занимающиеся гуманитарной деятельностью, могут ввозить в Ирак, рассмотрел вопросы, касающиеся бесполетных зон, и взял на себя задачу толкование резолюций Совета Безопасности по Ираку».
До начала реализации программы «Нефть в обмен на продовольствие» в 1996 году, исключения из режима санкций, предоставленные Комитетом 661, были единственным законным способом для Ирака импортировать любые товары.